# Нафрія-де-Усеро
Нафрія-де-Усеро (ісп. Nafría de Ucero) — муніципалітет в Іспанії, у складі автономної спільноти Кастилія-і-Леон, у провінції Сорія. Населення — 53 особи (2010).
Муніципалітет розташований на відстані близько 150 км на північ від Мадрида, 55 км на захід від Сорії.
На території муніципалітету розташовані такі населені пункти: (дані про населення за 2010 рік)
- Нафрія-де-Усеро: 14 осіб
- Рехас-де-Усеро: 19 осіб
- Вальдеальбін: 20 осіб

## Демографія
Динаміка населення (INE ):